# Christian Zehnder (Schriftsteller)
Christian Zehnder (* 1983 in Bern) ist ein Schweizer Slavist und Autor.

## Leben
Zehnder studierte Slavistik und Philosophie in Fribourg und München. Er verbrachte Studienaufenthalte in Sankt Petersburg, Moskau, Warschau und Chicago. Zehnder arbeitete als wissenschaftlicher Assistent am Departement für Sprachen und Literaturen, Studienbereich Slavistik, der Universität Freiburg, an der er promoviert wurde und sich habilitierte. Er unterrichtete an den Universitäten Bern, Genf, und Poznań, seit 2023 ist er Professor für Slavische Literaturwissenschaft an der Universität Bamberg.

## Literarische Publikationen
- Gustavs Traum. Erzählung. Ammann, Zürich 2008, ISBN 978-3-250-60120-3
- Julius. Roman. dtv, München 2011, ISBN 978-3-423-24860-0
- Die Welt nach dem Kino. Roman. dtv, München 2014, ISBN 978-3-423-26022-0
- Die verschobene Stadt. Roman. Otto Müller Verlag, Salzburg 2019, ISBN 978-3-7013-1267-2.[3]